# Praktijkmanagementsysteem
Een praktijkmanagementsysteem is een software-applicatie waarin een zorgverlener die een praktijk voert (bijvoorbeeld een huisarts, of apotheker) de patiëntgegevens vastlegt.
Apotheken hebben een apotheekinformatiesysteem met daarin een elektronisch patiëntendossier waarin voor iedere patiënt de geleverde genees-, hulp- en verbandmiddelen en andere geleverde artikelen en zorg wordt vastgelegd. Tevens wordt het systeem gebruikt als ondersteuning bij de medicatiebewaking. 
In vele landen hebben ook huisartsen een elektronisch patiëntendossier waarin van ieder consult een verslag wordt bijgehouden, waarin alle onderzoeksuitslagen terechtkomen, waarin alle door hen zelf geleverde medicatie wordt bijgehouden die de patiënt gebruikt, en waarin uittreksels van de correspondentie met specialisten staan.
In ziekenhuizen wisselt het per land of men een algemeen toegankelijk systeem heeft. De meeste onderzoeken en testuitslagen kunnen wel op een computer worden opgezocht, en veel specialismen hebben ook elektronisch toegankelijke patiëntenbrieven (intercollegiale communicatie over een patiënt tussen huisarts en specialist of tussen specialisten onderling) maar de verslaglegging van de contacten van dag tot dag gebeurt meestal nog in een papieren status. Inzicht in het gevoerde beleid van de specialist is dan ook meestal nauwelijks mogelijk zonder inzage in dit papieren dossier.
De meeste huisartseninformatiesystemen die op de markt zijn ondersteunen elektronische uitwisseling van gegevens, zij hebben bijvoorbeeld de mogelijkheid gekoppeld te worden met apotheekinformatiesystemen om interacties en bijwerkingen op te sporen aan de hand van het totaaloverzicht van de medicatie van de patiënt. Steeds meer onderzoeksresultaten en specialistenbrieven komen langs elektronische weg in het huisartsendossier terecht.